# Europastry
Europastry és una empresa catalana especialitzada en la producció i distribució de pa i brioixeria congelada. Té la seu a Sant Cugat del Vallès. Fundada el 1986, és la principal empresa del sector a nivell estatal i el 2023 va facturar 1.350 milions d'euros, amb presència en més de 35 països.
El seu president actual és Jordi Gallés. El 2014 van facturar 429 milions d'euros, un 7% més que l'any anterior. L'any 2016 l'empresa disposava d'una plantilla de més de 2.800 treballadors. Europastry és controlada en un 80% per la família Gallés, i l'altre 20% es troba repartit entre el grup MCH i un 2% per l'equip directiu.

## Història
L'empresa es va fundar el 1986 a partir d'un forn de pa El Molí Vell, ubicat al carrer muntaner de Barcelona. Progressivament va anar expandint la seva xarxa de comerços i distribució de pa i brioixeria, treballant sota diverses marques, tant per a consumidors finals com per altres cadenes.
L'any 2002 Pere Gallés va comprar el competidor més gran en el sector, Frida Alimentaria. Amb aquesta nova adquisició l'empresa es va passar a denominar grup Europastry.
El març de 2015 es va fer públic que l'empresa havia venut les cadenes de forns de pa El Molí Vell, SantaGloria i L'Obrador a un fons de capital madrileny anomenat Nazca. L'operació va significar desfer-se de 42 establiments propis i 9 franquícies. La direcció de l'empresa va al·legar que es desfeien d'aquestes cadenes de distribució perquè estaven començant a fer competència als seus propis clients.

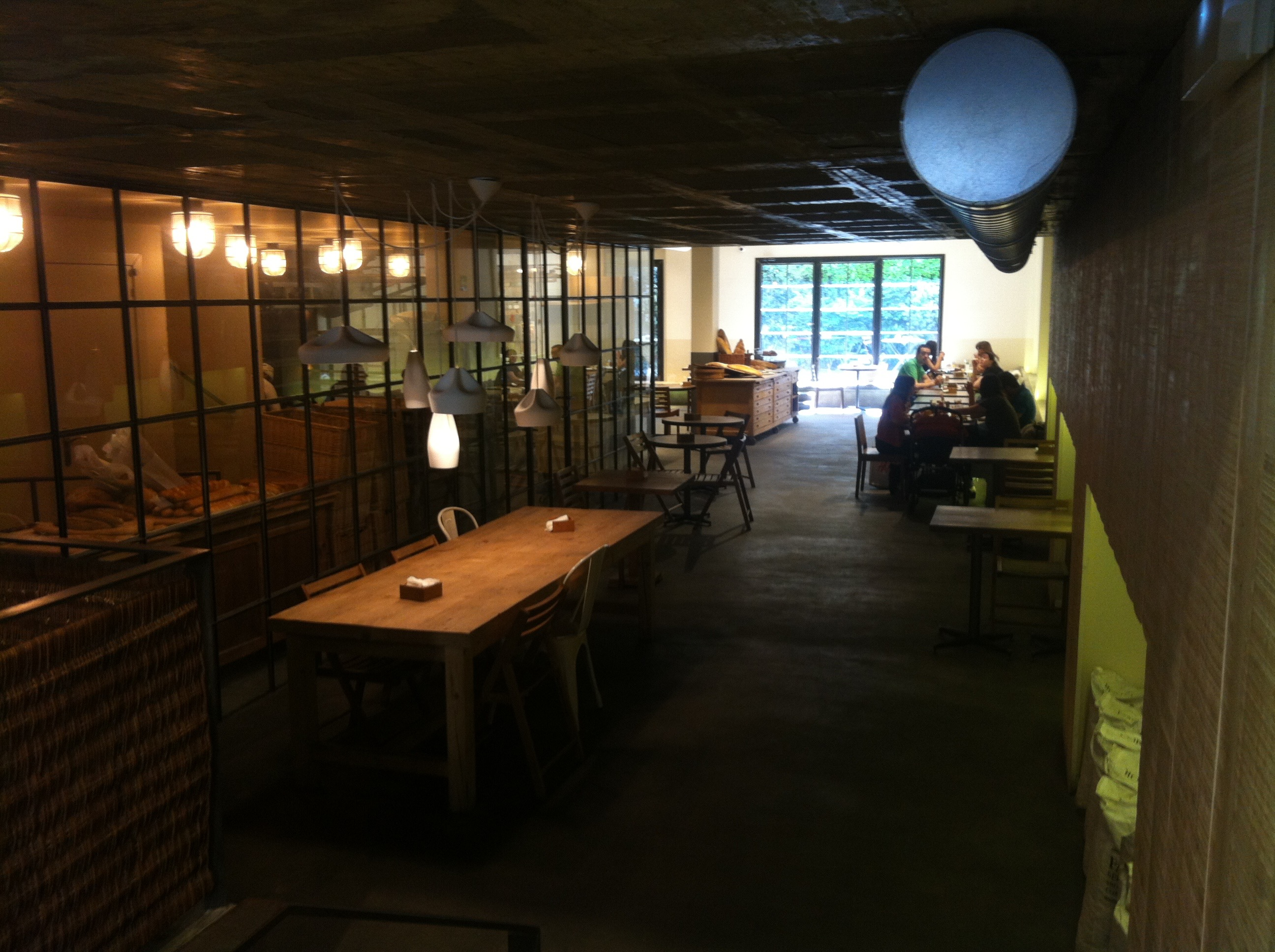
Forn de pa de la cadena L'Obrador de Sabadell, propietat del grup Europastry fins a l'any 2015.

El maig de 2015 va convertir-se en l'accionista majoritari de l'empresa estatunidenca Wenner Bakery, de la que ja tenia un 30% des del 2013. Wenner Bakery factura uns 115 milions de dòlars anuals. L'objectiu de l'operació, d'un import no anunciat, va ser incrementar un 30% els seus ingressos provinents del negoci internacional, i posicionar l'empresa com el cinquè operador internacional del seu sector.
L'empresa està procedint a la construcció d'una nova planta de producció als Països Baixos, especialitzada en la producció de Dots, les berlines de producció pròpia que fins ara s'estan produint a la fàbrica que el grup té a Rubí, i del que es produeixen uns 400 milions d'unitats anuals. Fabrica productes per a grans cadenes de distribució i té acords amb empreses del sector com DunkinDonuts, Starbucks i Areas.
El novembre de 2015 es va inaugurar a l'antiga fàbrica de Sant Joan Despí, CEREAL (Center for Research Europastry Advanced Lab), que és el centre de I+D de la companyia, amb l'objectiu d'accelerar el desenvolupament en la innovació tant del pa com de brioxeria. Té una superfície de 3465m² i ha suposat una inversió de 3 milions euros. En les seves instal·lacions hi treballaran 130 empleats entre enginyers, biòlegs, nutricionistes i mestres forners.
L'any 2016 va comprar Sualba per la producció de Saint Honoré. L'any 2017 va realitzar diverses compres:
- Al juliol va acordar la compra del 60% del grup gallec Ingapan.[10]
- Al setembre compra a Xile la distribuïdora de masses congelades Crandon.[11]

Va tancar el 2023 amb unes vendes de 1.350 milions d'euros. El juny de 2024 va anunciar la seva sortida a la borsa espanyola amb una oferta pública de venda d'accions de 225 milions d'euros, adreçada a inversors qualificats, però va interrompre-la 10 dies després per condicions desfavorables del mercat, segons va explicar. Tres anys abans ja havia cancel·lat també la sortida a borsa, en aquell cas degut a la pandèmia de Covid-19.

## Producció
Els productes que fabrica Europastry són pa i brioixeria que només necessiten el torrat final per estar a punt per al consum. Quan surten de les instal·lacions d'Europastry els productes ja estan cuits al 60%, de tal manera que el gluten ja està coagulat i les mides finals de les barres de pa ja no variaran.
L'any 2016 la producció estava repartida a 13 centres d'arreu del món i, durant les puntes de producció, poden arribar a produir 140.000 caixes de pa i brioixos per dia. El 2015 el grup va fabricar 215.000 tones de productes.
L'any 2018 va anunciar la inversió de 10 milions d'euros per ampliar la seva planta de Paterna que permetrà afegir una tercera línia d'elaboració de Saint Honoré, la gamma de pa més tradicional.
L'octubre de 2018, fruit de l'aliança amb Idilia Foods, va presentar el seu nou pastís de Nocilla.
El 2019 Europastry va anunciar que crearia 100 llocs de treball a Sarral gràcies a nova obertura de la línia 76 de producció de brioxeria.

## Marques
L'empresa gestiona diverses marques:
- Fripan
- Frida
- Yaya María
- Wenner Bakery

Submarques :
- Saint Honoré
- Los panes del obrador
- Gran Reserva
- FriArt
- Dots[17]
- Aunt Marian[18]
- Koama
- Les Tûlipes
- Panburger